# Rallye Pétrole-Provence
Le Rallye Pétrole-Provence, ou Rallye Marseille-Provence, ou Rallye du Pétrole Martigues-Bouches-du-Rhône (plus simplement le Rallye du Pétrole) était une épreuve de rallye française organisée par la section Martigues-Étang de Berre de l'Automobile-Club de Marseille et Provence, se déroulant annuellement sur asphalte entre la mi-novembre et le début décembre, essentiellement autour de Istres.

## Histoire
Cette course (de plus de 500 kilomètres, dont plus de 200 effectifs en une quinzaine d'épreuves de classement, notamment à l'autodrome de Miramas, au Mont Ventoux, ainsi que de nuit) a été comptabilisée en Championnat de France des rallyes tout au long des années 1960.
Créée en 1954, elle a perduré jusqu'en 1983, date à laquelle le Rallye (de la) Sainte-Baume de l'ASA Marseille a pris le relais autour de la ville, incorporant le Championnat de France de 2e division en 1989, puis désormais la Coupe de France des rallyes, et retrouvant même le championnat de France asphalte durant l'année 2002 (vainqueur le vice-champion de France Alexandre Bengué, sur Peugeot 206 WRC).
Son importance fut essentiellement reconnue entre 1958 et 1973, période durant laquelle de grands noms du rallye français s'y affrontèrent.
(nb: elle ne doit pas être confondue avec la Route du Pétrole Alger-Hassi Messaoud-Alger, remportée pour la première fois par Fernand Tavano et Pierre Dumay sur  Ferrari 250 GT Berlinetta Interim en 1960, ni avec le Rallye Mistral, dont René Trautmann (1962), Jean-Pierre Nicolas avec son père Georges (1963) et Jean Rolland (1966) furent les lauréats)

## Principales victoires
...
- 1958 (5e édition): Jean Guichet / Bodin, sur Ferrari 250 GT Tour de France[2],[3];
- 1959: René Trautmann / Paule Trautmann, sur Citroën ID19[4];
- 1960: Roger de Lageneste / Henri Greder, sur Alfa Romeo Giulietta SZ[5];
- 1961: Jean-Pierre Manzon / Bernard Peysson, sur BMW[6] (vainqueurs de classe Guichet et Bobin, sur Ferrari 250 GT[7]);
- 1962: Sylvain Garant, sur Ferrari 250 GT en catégorie Grand Tourisme[8];
- 1965: Despointe / Despointe (Mme) , sur Panhard 24 CT[9] (vainqueur en National Jean-François Henry, sur Lotus Elan);
- 1966 (12e édition): Jean-François Henry / Melle Février, sur Lotus Elan (général, GT, et Sport; vainqueurs en National Balaguer et Gouvernet sur Mini Cooper S 1300)[1];
- 1968: Jean-Louis Barailler / Max Sibon, sur Triumph Spitfire 1300[10];
- 1969: Jean-Claude Gamet / ? , sur Ford Escort Twin Cam (devant son frère Michel, sur Opel)[11];
- 1970: Jean-Louis Clarr / ?, sur Opel Kadett[12];
- 1971: Jean-Pierre Nicolas / Claude Roure, sur Alpine A110 1600[13];
- 1973: Michel Saliba / Patrice Ryder, sur Simca CG proto MC  2.2 Spider (vainqueurs en National Phippe Renaudat et Jean-Jacques Lenne sur Simca CG proto MC 2.2 Coupé [14]).

...